# St. Patrick (Loxley)
Die ehemalige römisch-katholische Kirche St. Patrick (englisch St. Patrick’s Catholic Church) befindet sich in Loxley im Baldwin County in Alabama. Sie wurde 1924 errichtet und 1988 in das National Register of Historic Places aufgenommen.

## Lage
Das Gebäude befindet sich an der Kreuzung der U.S. Highway 90 und der Loxley Avenue.

## Beschreibung
Dieses eingeschossige, sechsjochige Kirchengebäude ist mit einem Satteldach bedeckt. Der zweigeschossige Turm hat ein Walmdach. Die doppelte hölzerne Eingangstür des Turms wird von einem gläsernen Luftflügel und einem eisernen Vordach überragt. Das zweite Stock hat eine rechteckige Öffnung mit einem Stellladen.
Die Ecken beider Gebäuden bestehen aus abgeschrägtem Beton. Jede Seite der Kirche hat drei Stützmauern, die jeweils ein Joch begrenzen. Die Apsis hat ein schmales, gebogenes Fenster und wird mit einem Satteldach bedeckt, das kleiner als das Hauptdach ist.
Die Kirche wurde von der Stadtverwaltung Loxley erworben und in eine öffentliche Bücherei (Loxley Public Library) umgewandelt.